# Velký Raputovský rybník
Velký Raputovský rybník je území chráněné jako přírodní památka, jež zahrnuje lokalitu Velkého a Malého Raputovského (Leletického) rybníka a bývalou pískovnu. Leží ve Středočeském kraji v okrese Příbram.

## Popis oblasti
Vodní prostředí je rozmnožovacím místem pro ohrožené obojživelníky, jako je blatnice, rosnička, skokan, čolek nebo kuňka. Mokřady rybníků jsou také hnízdištěm ptáků, například motáka, chřástala, volavky nebo ledňáčka. Z větších živočichů lze potkat i vydru říční.